# محسن‌آباد (نکا)
محسن آباد، روستایی است از توابع بخش هزارجریب شهرستان نکا در استان مازندران ایران.

## جمعیت
این روستا در دهستان پنج هزاره قرار دارد و براساس سرشماری مرکز آمار ایران در سال ۱۳۸۵، جمعیت آن 287 نفر (65خانوار) بوده‌است.